# إيكتيان
إيكتيان (بالإنجليزية: Actaeon)‏ في الأساطير اليونانية هو صياد وحفيد قدموس Cadmus.

## الأسطورة

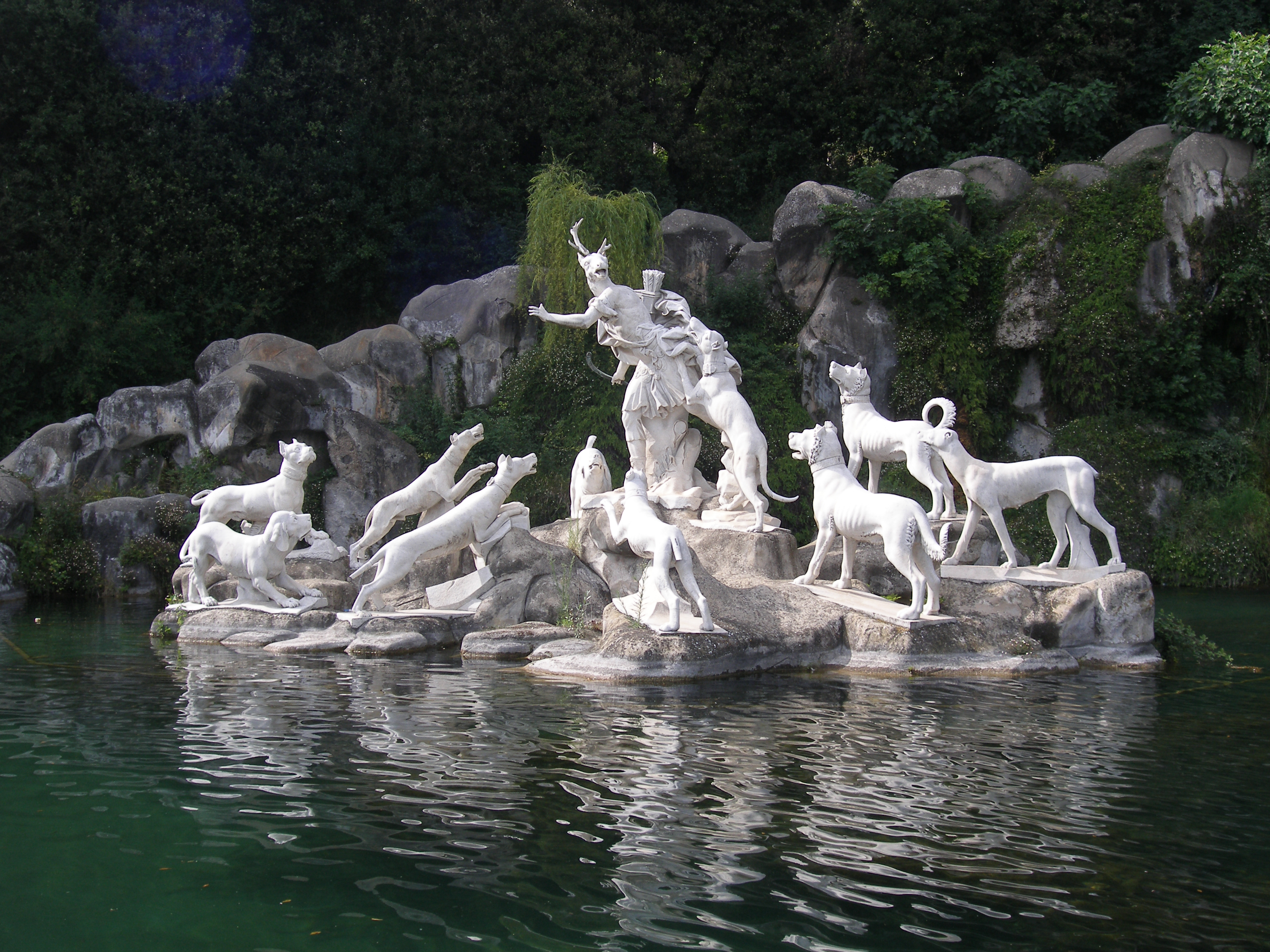
إيكتيان وكلابه، نحت في شلال كاسيرتا.

أثناء الصيد ترك جماعته وانفرد بنفسه يتجول وحيدًا عبر الغابة متمتعًا بمناظر لم يكن يوليها اهتماما، فوصل فجأة إلى أرض مقطوعة الأشجار. هناك شاهد الربة أرتيميس Artemis تستحم في بركة كبيرة، وقد أحاطتها حورياتها. وعندما لاحظن الصياد تجمعن أمام الربة حتى يحجبن جسدها العاري عنه، ولكنه كان قد رأى عريها المدهش.
غضبت عليه وحولته إلى وعل حتى لا تدع بشريًا يقول إنه شاهد أرتيميس عارية. ابتعد إيكتيان عن الأرض المقطوعة الأشجار مزعزع النفس مشوش الحواس، لم يتأكد مما حدث له. لكن الحقيقة صدمته عندما رأى صورته في صفحة نهر فعرف أنه لم يعد إنسانًا. وسمع من بعيد صوت كلابه. وما هي إلا لحظة من الفرح انقلبت إلى خوف شديد عندما تأكد أن تلك الكلاب - كلابه - تطارده هو نفسه، دون تمييز أنه كان سيدها السابق. هرب فلحقت به الكلاب ومزقته فتبعثرت أشلاؤه.
وتخبرنا رواية مختلفة من الأسطورة أن أرتيميس حولته إلى وعل لأنه تفوق عليها في الصيد، حسبما يروي أوفيد (الباب الثالث، ص 193).